# Duțulești
Duțulești – wieś w Rumunii, w okręgu Dolj, w gminie Șimnicu de Sus. W 2011 roku liczyła 282 mieszkańców.